# مایکل جونز
مایکل جونز (انگلیسی: Michael Jones؛ زادهٔ ۲۸ ژانویهٔ ۱۹۵۲) موسیقی‌دان، خواننده و گیتارنواز ولزی-فرانسوی است.
او یکی از اعضای گروه سه‌نفرهٔ فردریکس گلدمن جونز است و در ساخت تعدادی از آهنگ‌ها، با ژان-ژاک گلدمن همکاری داشته‌است.
وی از سال ۱۹۷۲ تا کنون، ۱۷ آلبوم موسیقی به بازار عرضه کرده‌است.